# Dera Allah Yar
Dera Allah Yar är huvudort för distriktet Jaffarabad i den pakistanska provinsen Baluchistan. Folkmängden uppgick till cirka 80 000 invånare vid folkräkningen 2017.